# فاسكو ريجيني
فاسكو ريجيني (بالإيطالية: Vasco Regini)‏ (مواليد 9 سبتمبر 1990 في قاصنة، إيطاليا - ) هو لاعب كرة قدم إيطالي، يلعب في مركز الظهير الأيسر.

## روابط خارجية
- فاسكو ريجيني على موقع الاتحاد الأوربي (الإنجليزية)
- فاسكو ريجيني على موقع قاعدة بيانات كرة القدم.إي يو (الإنجليزية)
- فاسكو ريجيني على موقع Soccerway.com (الإنجليزية)
- فاسكو ريجيني على موقع عالم كرة القدم.نت (الإنجليزية)
- فاسكو ريجيني على موقع AS.com (الإسبانية)